# Ruta europea E804
La E-804 forma parte de la Red de Carreteras Europeas, concretamente de las carreteras de clase B. Se trata de un eje secundario que comienza en Bilbao y finaliza en Zaragoza, por lo tanto su trazado recorre solamente España. Su longitud es de 295 km, y coincide con la Autopista Vasco Aragonesa o AP-68. Empieza al sur de Bilbao a la altura de la intersección de la AP-68 y la AP-8. Tras 295 kilómetros llega a la intersección de la AP-68 con la A-2, donde termina.
También forma parte de la red básica de la Red transeuropea de transporte TEN-T.